# 北里研究所病院
北里大学 北里研究所病院（きたさとだいがく きたさとけんきゅうしょびょういん）は、東京都港区白金五丁目にある医療機関。学校法人北里研究所が運営する病院である。北里柴三郎によって設立された土筆ヶ丘養生園を起源とする。東京都の災害拠点病院に指定されている。2024年10月時点、港区選挙管理委員会より、不在者投票のできる施設の一つとして指定されている。

## 歴史
- 1893年（明治26年） - 北里柴三郎が福澤諭吉の協力を得て、日本初の結核サナトリウム「土筆ヶ岡養生園」を設立
- 1917年（大正6年） - 「付属病院」を設立
- 1931年（昭和6年） - 北里柴三郎死去　「土筆ヶ岡養生園」と「付属病院」が合併
- 1945年（昭和20年） - 戦災で焼け落ちる
- 1954年（昭和29年） - 再建
- 1973年（昭和48年） - 増改築して総合病院となる
- 1984年（昭和59年） - 「北里研究所付属病院」から「北里研究所病院」に改称
- 1999年（平成11年） - 鉄筋コンクリート造　免震構造　地上10階地下2階の新病院開院
- 2008年（平成20年） - 学校法人との統合により，新たに「北里大学北里研究所病院」として開設
- 2013年（平成25年） - 隣接する臨床薬理研究所の臨床試験施設と統合

## 診療科目
- 総合内科
- 呼吸器内科
- 消化器内科
- 循環器内科
- 放射線科
- 麻酔科
- 皮膚科
- 泌尿器科
- 眼科
- 耳鼻咽喉科
- 外科
- 整形外科
- 形成外科
- 美容外科
- 小児科
- 婦人科
- リウマチ科
- アレルギー科
- 精神科
- リハビリテーション科
- 病理科

## 医療機関の指定等
- 保険医療機関
- 救急告示医療機関
- 休日・全夜間診療事業実施医療機関（内科系、外科系）
- 労災保険指定医療機関
- 指定自立支援医療機関（更生医療・育成医療・精神通院医療）
- 身体障害者福祉法指定医の配置されている医療機関
- 生活保護法指定医療機関
- 結核指定医療機関
- 原子爆弾被害者一般疾病医療取扱医療機関
- 公害医療機関
- 母体保護法指定医の配置されている医療機関
- 災害拠点病院
- 臨床研修指定病院
- DPC対象病院
- 小児慢性特定疾患治療研究事業委託医療機関
- 自家培養軟骨使用認定施設

## 交通アクセス
- http://www.kitasato-u.ac.jp/hokken-hp/access/index.html
- 都営バス田87系統で「北里研究所前」下車。
- 都営バス都06・品97・黒77・橋86系統で「天現寺橋」下車、徒歩5分。
- 東京メトロ日比谷線広尾駅下車、徒歩10分。
- 東京メトロ南北線・都営地下鉄三田線白金高輪駅下車、徒歩12分。